# Zu den sieben Kurfürsten (Breslau)

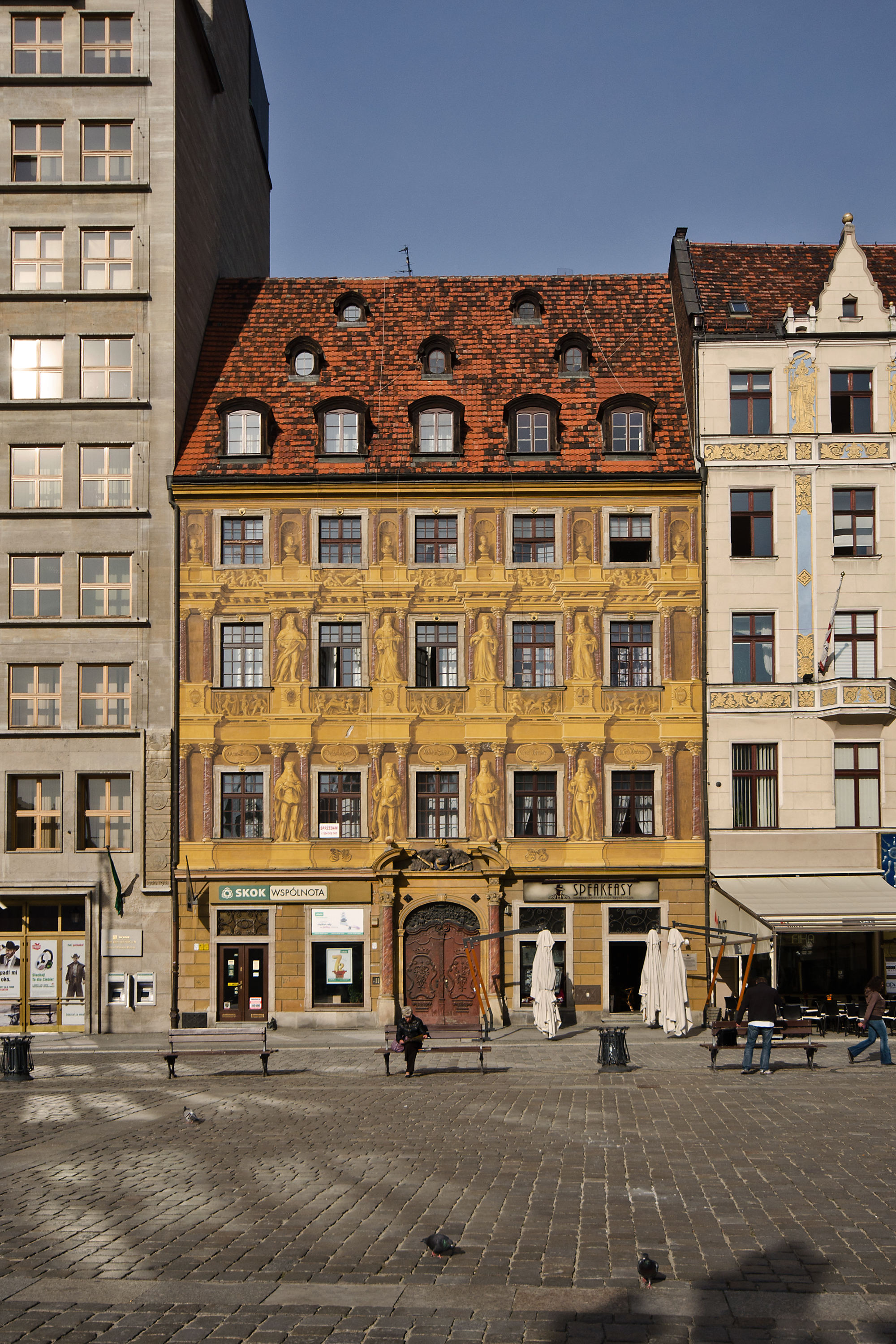
Das Haus Zu den Sieben Kurfürsten

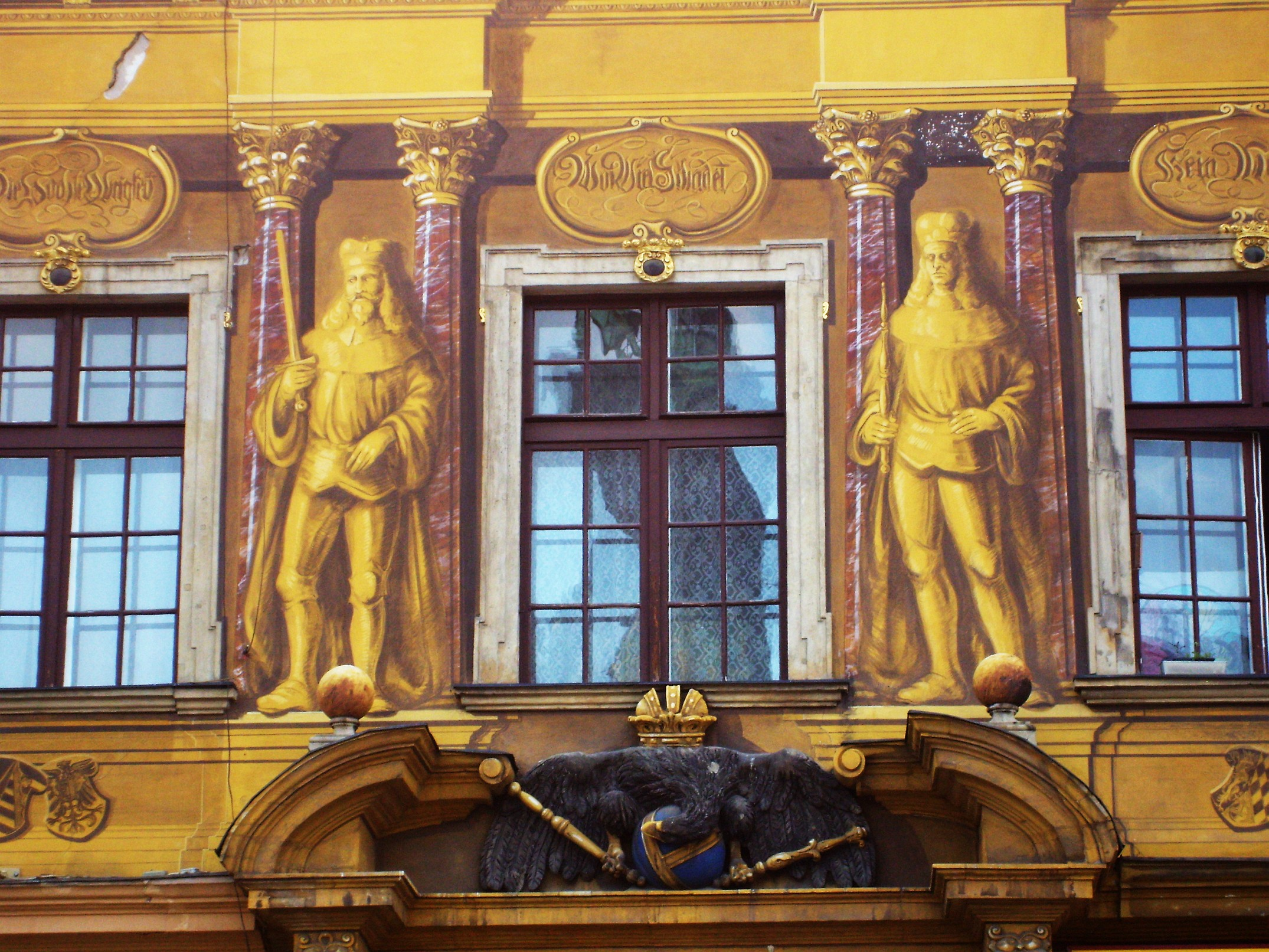
Detail der Fassade mit dem Schwarzen Adler

Das Haus Zu den Sieben Kurfürsten (polnisch Kamienica pod Siedmioma Elektorami) ist ein Gebäude in Breslau. Es befindet sich am Breslauer Ring und liegt an dessen Westseite.

## Geschichte
Die Ursprünge des Hauses reichen bis in das 13. Jahrhundert zurück. Die Fassade wurde 1672 vom italienischen Künstler Giacomo Scianzi gestaltet. Besitzer des Hauses waren u. a. die schlesischen Fürsten von Hochberg. Den Zweiten Weltkrieg überstand das Gebäude unbeschadet. Im Erdgeschoss des Hauses befindet sich ein Buchladen.

## Architektur
Die Freskenmalerei an der Vorderfront des Gebäudes stammt aus dem Jahr 1672. Sie zeigt Abbildungen des böhmischen Landesherrn  Leopold I., sowie der Sieben Kurfürsten des Heiligen Römischen Reichs Deutscher Nation. Diese waren die Bischöfe bzw. Erzbischöfe von Mainz, Köln und Trier, die Kurfürsten von Sachsen und von Bayern sowie der Pfalzgraf bei Rhein und Markgraf von Brandenburg. Das Sandsteinportal ist geschmückt mit einem Schwarzen Adler, dem Symbol der Habsburger in ihrer Eigenschaft als Könige von Böhmen. 
Auf den Medaillons im ersten Stock ist der Spruch eingraviert: „Deme Gott und die höchste Obrigkeit wol viel, schadet kein Neider noch Verleumder.“